# Algebra (teoria degli anelli)
In matematica, in particolare nella teoria degli anelli, un'algebra su di un anello commutativo è una generalizzazione del concetto di algebra su campo in cui il campo è rimpiazzato da un anello commutativo.

## Definizione
Sia {\displaystyle R} un anello commutativo. Una {\displaystyle R}-algebra è un {\displaystyle R}-modulo {\displaystyle A} con un'operazione binaria {\displaystyle [\cdot ,\cdot ]}:
{\displaystyle [\cdot ,\cdot ]:A\times A\to A}
detta {\displaystyle A}-moltiplicazione, che soddisfa il seguente assioma di bilinearità:
{\displaystyle [ax+by,z]=a[x,z]+b[y,z]\qquad [z,ax+by]=a[z,x]+b[z,y]}
per ogni scelta di scalari {\displaystyle a,b\in R} e di elementi {\displaystyle x,y,z\in A}.

## Algebre associative
Se {\displaystyle A} è un monoide rispetto alla {\displaystyle A}-moltiplicazione (è associativo e possiede l'identità), allora la {\displaystyle R}-algebra è un'algebra associativa. Si tratta di un omomorfismo {\displaystyle f:R\to A} tale per cui l'immagine di {\displaystyle f} è contenuta nel centro di {\displaystyle A}.